# Abbadia Lariana
Abbadia Lariana is een gemeente in de Italiaanse provincie Lecco (regio Lombardije) en telt 3209 inwoners (31-12-2004). De oppervlakte bedraagt 17,1 km², de bevolkingsdichtheid is 185 inwoners per km².
De volgende frazioni maken deel uit van de gemeente: Borbino, Onedo, San Rocco, Chiesa Rotta, Novegolo, Castello, Robianico, Molini, Linzanico, Crebbio, Lombrino e Zana.

## Demografie
Abbadia Lariana telt ongeveer 1388 huishoudens. Het aantal inwoners steeg in de periode 1991-2001 met 5,0% volgens cijfers uit de tienjaarlijkse volkstellingen van ISTAT.
| Jaar | Inwoneraantal |
| ---- | ------------- |
| 1991 | 3000          |
| 2001 | 3151          |

## Geografie
De gemeente ligt op ongeveer 204 meter boven zeeniveau.
Abbadia Lariana grenst aan de volgende gemeenten: Ballabio, Lecco, Mandello del Lario, Oliveto Lario, Valbrona (CO).

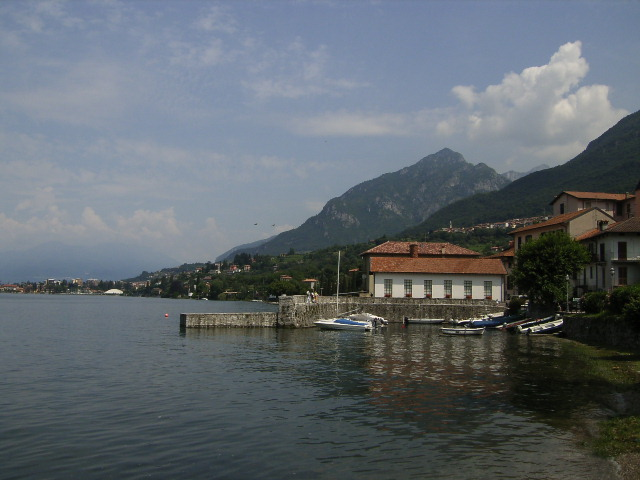
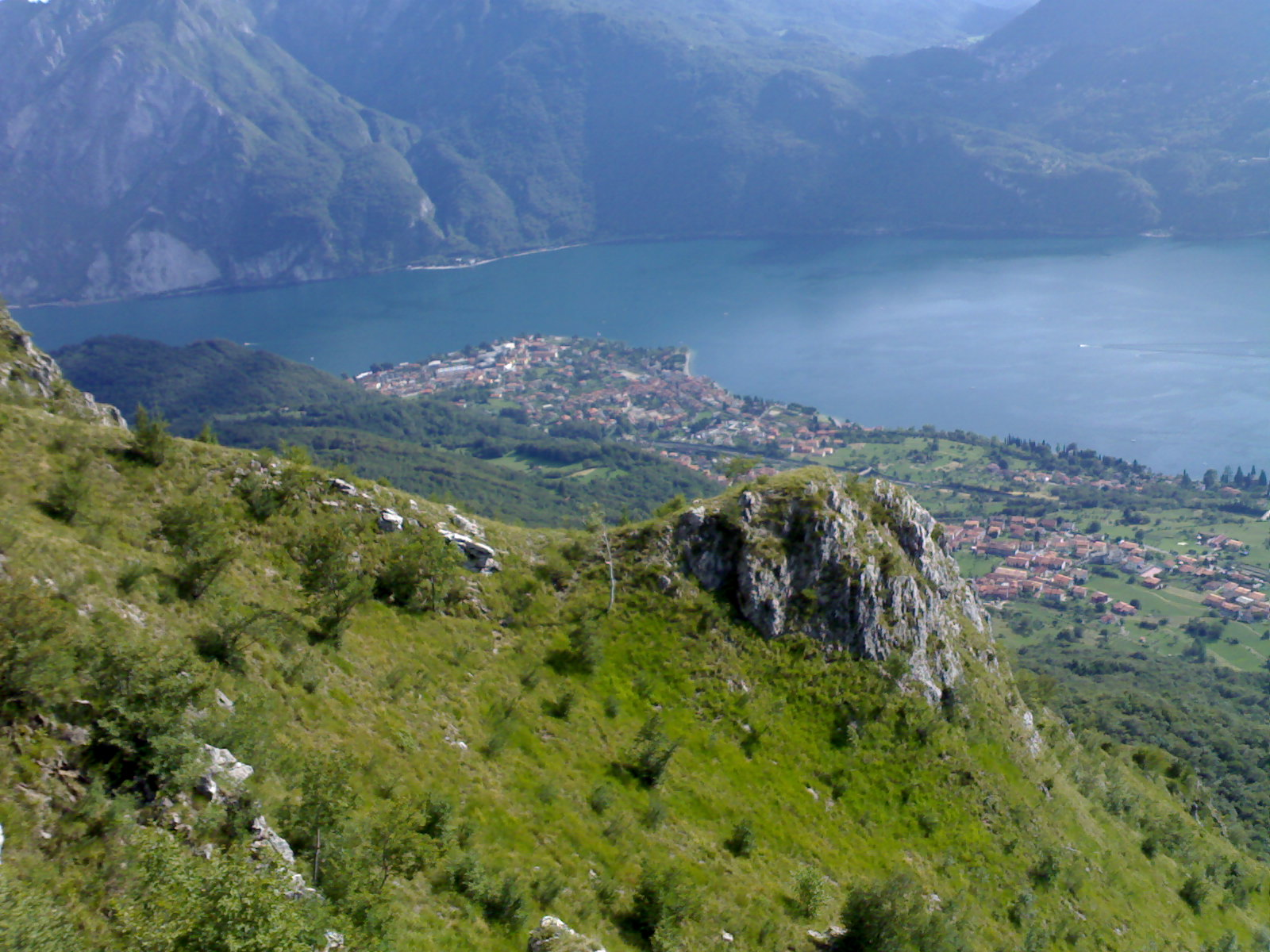